# کییچیرو ناکانو
کییچیرو ناکانو (انگلیسی: Keiichiro Nakano؛ زادهٔ ۲۹ مارس ۱۹۷۶) بازیکن فوتبال اهل ژاپن است.
از باشگاه‌هایی که در آن بازی کرده‌است می‌توان به باشگاه فوتبال آلبیرکس نیگاتا اشاره کرد.